# Halowe Mistrzostwa Europy w Lekkoatletyce 1978 – skok w dal mężczyzn
Skok w dal mężczyzn – jedna z konkurencji technicznych rozgrywanych podczas halowych lekkoatletycznych mistrzostw Europy w hali Palasport di San Siro w Mediolanie. Rozegrano od razu finał 12 marca 1978. Zwyciężył reprezentant Węgier László Szalma. Tytułu zdobytego na poprzednich mistrzostwach nie bronił Hans Baumgartner z Republiki Federalnej Niemiec.

## Rezultaty
Rozegrano od razu finał, w którym wzięło udział 8 skoczków.

Opracowano na podstawie materiału źródłowego.
| Poz. | Zawodnik          | Reprezentacja | Próby | Próby | Próby | Próby | Próby | Próby | Wynik |
| Poz. | Zawodnik          | Reprezentacja | 1     | 2     | 3     | 4     | 5     | 6     | Wynik |
| ---- | ----------------- | ------------- | ----- | ----- | ----- | ----- | ----- | ----- | ----- |
| 01 ! | László Szalma     | Węgry         | 7,63  | 7,71  | 7,68  | 7,83  | 7,47  | 7,81  | 7,83  |
| 02 ! | Ronald Desruelles | Belgia        | 7,45  | 7,62  | 7,50  | 7,53  | 7,44  | 7,75  | 7,75  |
| 03 ! | Władimir Cepielow | ZSRR          | 7,62  | 7,64  | 7,66  | 7,73  | 5,48  | 7,69  | 7,73  |
| 4.   | Carlo Arrighi     | Włochy        | x     | 7,69  | 7,54  | 7,54  | 7,50  | 7,71  | 7,71  |
| 5.   | Åke Fransson      | Szwecja       | 7,04  | 7,55  | 7,68  | 7,63  | x     | 6,12  | 7,68  |
| 6.   | Gilbert Zante     | Francja       | 7,56  | 7,18  | 7,64  | 7,61  | x     | x     | 7,64  |
| 7.   | Ulf Jarfelt       | Szwecja       |       |       |       |       |       |       | 7,64  |
| 8.   | Jens Knipphals    | RFN           |       |       |       |       |       |       | 7,35  |